# Quedlinburgs stadspalats

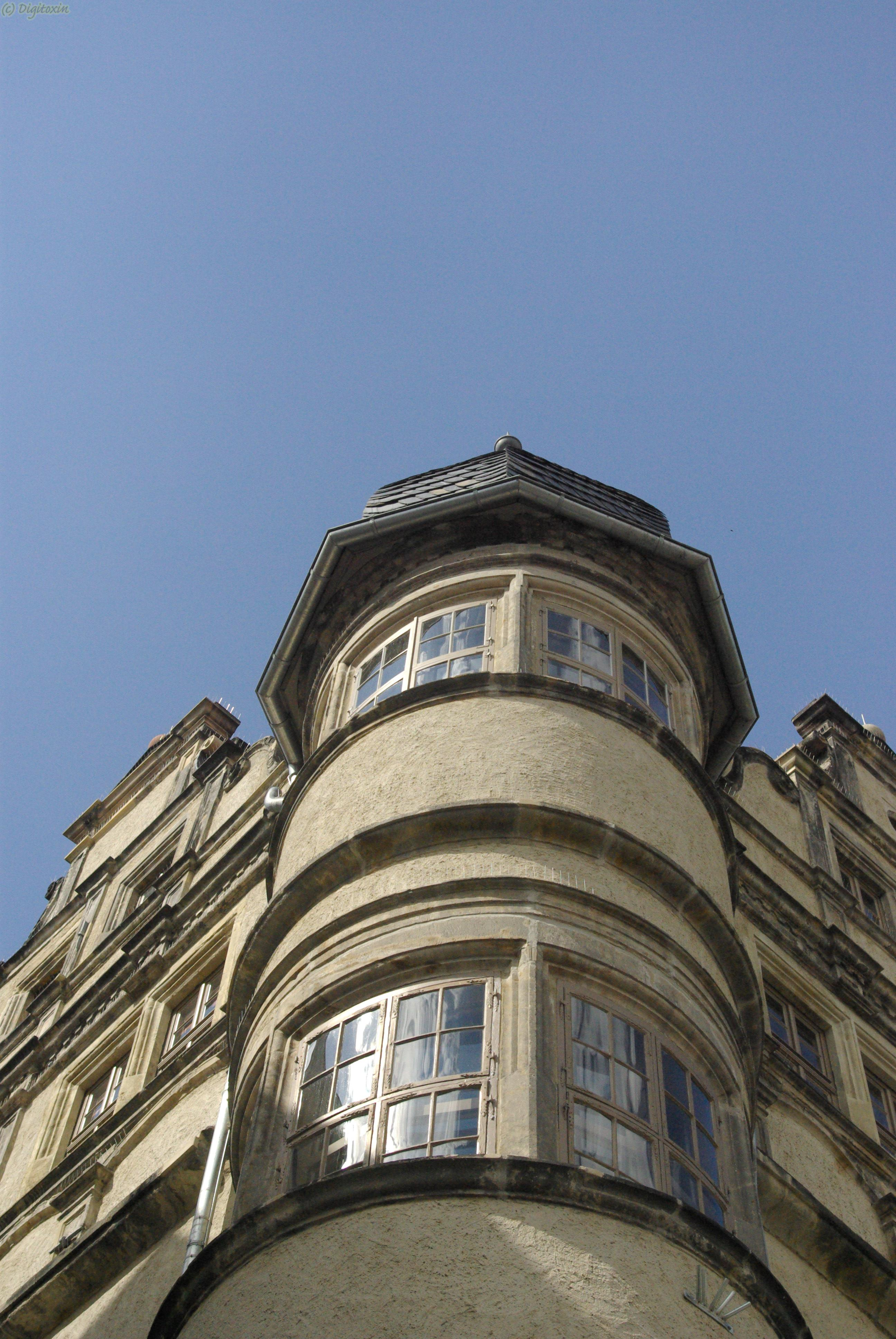
Hörnet Bockstraße/Klink

Quedlinburgs stadspalats (tyska: Quedlinburger Stadtschloss), även känt som "Hagenska frihuset" (tyska: Hagensches Freihaus), ligger vid östra infarten till Quedlinburgs historiska stadskärna och är ett utmärkt exempel på ett stadspalats i renässansstil. Slottet byggdes av Christoph von Hagen mellan åren 1564 och 1566. Idag fungerar det som hotell och är en del av ett världsarv tillsammans med Quedlinburgs historiska stadskärna och Quedlinburgs kloster.

## Arkitektur
Framsidorna mot gatorna Klink och Bockstraße med volutgavlar och vindsfönster representeras av ett framstående taktäckt hörntorn. På gårdssidan finns ett trapptorn, som idag fungerar som hotellets orangeri. Här finns även en elegant portalentré med nischer och pilastrar. Inuti finns delvis bevarade och restaurerade föremål, till exempel med trä täckta väggar och tak som ofta är utsmyckade med rik intarsia. 
Den nedersta fönsterraden gjordes 3,5 meter hög, tidigare låg här den gamla stadens stadsmur. Särskilt anmärkningsvärda är dörrarna till kaminrummet, idag kallad lounge.

## Historia
Den aristokratiske Christoph von Hagen uppförde på en mycket framträdande plats i Quedlinburg, i omedelbar närhet av övergången mellan den gamla och nya staden, under åren 1564-1566 ett slott med renässansfasader, dekorationer och takstrukturer av trä och en trappa av sandsten. Senare har palatset använts för olika ändamål. Från 1633 bodde stiftskanslern här, och senare har fastigheten använts av stadsdelsförvaltningen. Här har även funnits läkarpraktik, butiker och kontor. Fastigheten genomgick en ombyggnad 2002 till 2004 och har idag återställts till ursprungligt skick. I de båda sidoflyglarna öppnade i augusti 2004 ett fyrstjärnigt hotell.